# 南拉戈阿博尼塔
南拉戈阿博尼塔是巴西南大河州的一个市镇。总面积108.5平方公里，总人口2622人，人口密度24.2人/平方公里。